# Klockarberg
Klockarberg är en by i Siljansnäs socken i Leksands kommun, centrala Dalarna.
Klockarberg ligger högt beläget på Klockarbergets (336 m ö.h.) sydsluttning. Själva byn ligger på ungefär 275 m ö.h. och cirka en kilometer nordost om Brasjön (230 m ö.h.).
Klockarberg är den by som ligger sydligast inom Siljansnäs församling. Den ligger väster om Limån och på ett avstånd av cirka 4 kilometer rakt söderut från Limåviken av Siljan.
Länsväg W 942 leder från Drottmyren vid "Siljan Runt-vägen" (W 938) via Nybingsbo till Klockarberg, där allmän väg slutar.
Strax öster om byn ligger det, jämfört med Klockarberget, lägre Hallmansberget (275 m ö.h.).